# Virginia Holocaust Museum
El Virginia Holocaust Museum (Museo del Holocausto de Virginia) es una institución estadounidense, abierta en 1997, ubicada en Richmond, en el Estado de Virginia.
El museo y el centro de enseñanza fueron creados por Jay M. Ipson, superviviente de los campos de exterminio. El objetivo pedagógico de este establecimiento es la enseñanza acerca del Tercer Reich y de la shoah durante la Segunda Guerra Mundial. El museo es parte de las organizaciones que acogen a jóvenes austríacos en el marco del Servicio Austriaco de la Memoria.
La entrada al museo es gratuita. Su financiación está asegurada por donaciones y subvenciones. El museo está abierto todos los días de 9:00 a. m. a 5:00 p. m. excepto sábado y domingo de 11:00 a 17:00 horas.